# Praha (Texas)
Pour les articles homonymes, voir Praha.
Praha est un secteur non constitué en municipalité situé dans le Comté de Fayette, au Texas. La communauté est parfois surnommée "Maticka Praha", ce qui signifie en tchèque "Mère Prague". La ville est appelée la "Capitale tchèque du Texas". 

## Histoire
A l'origine, Praha a été nommée Mulberry par les premiers colons anglais, James C. Duff, William Criswell and Leroy Criswell. La ville est aussi connue sous le nom de Hottentot, un nom faisant apparemment référence à un groupe de hors-la-loi locaux.
En 1854, un immigrant tchèque répondant au nom de Matiáš Novák acquit moins d'un kilomètre carré de terrain et fit bâtir une maison au sein de laquelle des messes furent célébrées. Son arrivée attira d'autres immigrants tchèques, dont Jan Baca, Josef Vyvjala, Ondřej Gallia, Josef Hájek, František Václ, et George Morýsek. En 1858, la ville a été renommée "Praha", le nom natal de la capitale tchèque Prague. 
La petite cité se développa progressivement au fur et à mesure que les décennies passaient. En 1865, Joseph Bithowski, un père bénédictin, construisit une petite église à charpente de bois, et le jour de Noël, à minuit, la première messe fut dite. En 1868, une école publique fut établie, puis dans les années 1880, la ville possédait trois magasins, un restaurant, ainsi qu'une nouvelle église à charpente de bois, étant la paroisse mère des villes avoisinantes. Le service d'un bureau de poste se mit en marche en 1884, puis en 1896, une école catholique tchèque a été érigée.
La ville de Praha déclina graduellement à partir de 1873, lorsque la Southern Pacific Transportation Company posa des voies à plus d'un kilomètre au nord de la ville et de Flatonia, une nouvelle ville fondée plus près des voies, commençant à détourner les affaires de Praha.
Lors de son apogée dans les années 1880, Praha comptait 700 habitants, mais au XXe siècle, la population de Praha n'excédait pas les 100 habitants, et le bureau de poste ferma en 1906. En 1968, la ville de Praha ne comptait plus que 25 habitants. En 1973, les écoles publiques et confessionnelles fermèrent. 
Cependant, les fidèles résidant à Praha continuent de se rendre à la messe célébrée au sein de l'église paroissiale, l'église Sainte-Marie de l'Assomption. Ce spectaculaire édifice néogothique fut accompli en 1892 et est le centre du festival annuel de l'Assomption, fête de retour à la maison, célébrée à Praha tous les 15 août depuis 1855. Connue localement sous le nom de "Pique-nique de Praha", la célébration attire jusqu'à 5 000 visiteurs, découvrant ainsi la musique polka tchèque ainsi que le kolatch traditionnels.
Pendant la Seconde Guerre Mondiale, Praha reçut la malheureuse distinction d'être la ville américaine avec le plus grand ratio de morts de guerre par rapport aux habitants. Le plus grand nombre de décès se produisit en 1944, lorsque neuf soldats de Praha furent tués. Trois petites chapelles identiques furent érigées en l'honneur des martyrs.